# Bijouterie-Quadrille
Die Bijouterie-Quadrille ist eine Quadrille von Johann Strauss (Sohn) (op. 169).  Sie wurde am 4. Juni 1855 in Ungers Casino in Wien erstmals aufgeführt.

## Einzelnachweis
1. ↑  Quelle: Englische Version des Booklets (Seite 46) in der 52 CDs umfassenden Gesamtausgabe der Orchesterwerke von Johann Strauß (Sohn), Hrsg. Naxos (Label). Das Werk ist als vierter Titel auf der 15. CD zu hören.